# Figulus caviceps
Figulus caviceps es una especie de coleóptero de la familia Lucanidae.

## Distribución geográfica
Habita en Vietnam, Tailandia, Birmania,  Bengala, Nepal y Bután.